# Lepechinia nelsonii
Lepechinia nelsonii là một loài thực vật có hoa trong họ Hoa môi. Loài này được (Fernald) Epling mô tả khoa học đầu tiên năm 1940.